# Homeoura obrieni
Homeoura obrieni – gatunek ważki z rodziny łątkowatych (Coenagrionidae).